# Szekszárd
Szekszárd là một thành phố thuộc hạt Tolna, Hungary. Thành phố này có diện tích 96,28 km², dân số năm 2010 là 33805 người, mật độ 351 người/km².